# Овчаров Олександр Євгенович
Олександр Євгенович Овчаров (17 травня 1961 р.н.) — український дипломат, Надзвичайний і Повноважний Посол України в Республіці Сенегал (2013—2018).

## Біографія
Народився 17 травня 1961 року. У 1982 році закінчив Київське вище загальновійськове командне двічі червонопрапорне училище імені М. В. Фрунзе, спеціалізація: «перекладач-референт, французька мова». У 2004 році закінчив Женевський центр політики безпеки (Швейцарія). Пройшов курси: «Міжнародні відносини», МЗС Швеції (1997); «Зовнішня політика та міжнародні відносини», Дипломатична академія при МЗС Єгипту (2002). Володіння мовами: англійська, російська, французька, іспанська.
У 1982—1996 рр. — військова служба.
У 1996—1997 рр. — Заступник начальника Управління інформації МЗС України.
У 1997 р. входив до складу офіційних делегацій МЗС України під час візитів Міністра закордонних справ України до РФ (лютий), Македонії (травень), Хорватії, Боснії і Герцеговини (червень).
У 1997—1998 рр. — Радник Постійного представництва України при Раді Європи (м. Страсбург, Франція).
У 2001—2003 рр. — Радник Державного секретаря МЗС України; керівник секретаріату Першого заступника міністра закордонних справ України з питань європейської інтеграції.
У 2002—2003 рр. — представник України в Керівному комітеті Ради Європи з питань ЗМІ та групі експертів Ради Європи з питань свободи слова.
У 2004—2005 рр. — Головний радник Другого територіального управління МЗС України.
У 2005—2009 рр. — Радник Посольства України в Ісламській Республіці Іран.
У 2006—2007 рр. — Тимчасовий повірений у справах України в Ірані
У 2009—2010 рр. — Начальник відділу Департаменту інформаційної політики МЗС України.
У 2010—2013 рр. — Радник-посланник Посольства України в Ісламській Республіці Іран.
З 10 грудня 2013 по 7 грудня 2018 — Надзвичайний і Повноважний Посол України в Республіці Сенегал. Почав виконувати обов'язки посла з 23.02.2014 року.
З 12 квітня 2016 по 7 грудня 2018 — Надзвичайний і Повноважний Посол України у Габонській Республіці за сумісництвом.
З 12 квітня 2016 по 7 грудня 2018 — Надзвичайний і Повноважний Посол України у Республіці Кот-д'Івуар за сумісництвом..
З 12 травня 2016 по 7 грудня 2018 — Надзвичайний і Повноважний Посол України у Республіці Ліберії за сумісництвом.

## Дипломатичний ранг
- Надзвичайний і Повноважний Посланник другого класу[7]